# Jakob iz Liègea
Jakob iz Liègea (latinizirano Jacobus Leodiensis) (Liège, oko 1260. – Liège, oko 1330.) bio je flamanski glazbeni teoretičar. Studirao je filozofiju i teologiju u Parizu, gdje je živio neko vrijeme. Vjerojatno mu je bio učitelj Petrus de Cruce. Živio je i djelovao pretežno u rodnome gradu Liègeu. Poznat je isključivo po djelu Zrcalo glazbe (latinski: Speculum musicae), dovršenome malo prije smrti, najdužem sačuvanom srednjovjekovnom traktatu o glazbi (521 poglavlje u sedam knjiga). U njemu Jakob vrlo konzervativno, u duhu Boetija, raspravlja o starogrčkoj harmoniji te, slijedeći Guida iz Arezza i Franka iz Kölna, o crkvenim načinima, diskantu i menzuralnoj glazbi zauzimajući se za tradiciju i ne pokazujući razumijevanje za nadolazeći stil ars nova.